# NGC 3490
NGC 3490 is een elliptisch sterrenstelsel in het sterrenbeeld Leeuw. Het hemelobject werd in 1880 ontdekt door de Britse astronoom Andrew Ainslie Common.

## Synoniemen
- MCG 2-28-36
- ZWG 66.80
- NPM1G +09.0236
- PGC 33128